# Cave (Olaszország)
Cave település Olaszországban, Lazio régióban, Róma megyében. Lakosainak száma 10 777 fő (2023. január 1.). Cave Castel San Pietro Romano, Genazzano, Palestrina, Rocca di Cave és Valmontone községekkel határos.

## Népesség
A település lakossága az elmúlt években az alábbi módon változott:
| Lakosok száma | 11 378 | 11 381 | 10 777 |
|               | 2017   | 2018   | 2023   |